# Zwerg-Steinbrech
Der Zwerg-Steinbrech (Saxifraga nana) ist eine Pflanzenart aus der Gattung Steinbrech (Saxifraga) innerhalb der Familie der Steinbrechgewächse (Saxifragaceae). Er ist von sehr kleinem Wuchs.

## Beschreibung

### Vegetative Merkmale
Der Zwerg-Steinbrech wächst als vielverzeigte, ausdauernde Pflanze in dichten „Polstern“ mit Wuchshöhen von 1 bis 1,5 Zentimetern. Ihre Einzeltriebe sind 1 bis 4 Zentimeter lang.
Die dachziegelig überlappenden Laubblätter sind dicht in Rosetten angeordnet. Die relativ kleinen, einnervigen, ledrigen, relativ dicken und kahlen Laubblätter sind bei einer Länge von 3 bis 4 Millimetern sowie bei einer Breite von 0,9 bis 1 Millimetern fast spatelförmig-länglich mit mehr oder weniger zurückgekrümmten oberen Ende.

### Generative Merkmale
Die Blütezeit reicht in China von Juli bis August. Die Blütenstandsschäfte sind nur 5 bis 6 Millimeter lang und drüsig behaart; sie enden in einer einzigen Blüte.
Die zwittrige Blüte ist radiärsymmetrisch und vierzählig mit doppelter oder einfacher Blütenhülle. Die vier zuerst aufrechten und später ausgebreiteten bis zurückgekrümmten Kelchblätter sind bei einer Länge von 1,4 bis 1,5 Millimetern sowie bei einer Breite von etwa 1 Millimeter fast-elliptisch bis eiförmig mit stumpfem oberen Enden, etwas ledrig, kahl und dreinervig. Falls Kronblätter vorhanden sind, sind sie weiß, bei einer Länge von etwa 2,5 Millimetern sowie bei einer Breite von etwa 1,4 Millimetern elliptisch, dreinervig, in einen etwa 0,4 Millimeter langen Nagel verschmälert und stumpfem oberen Ende. Die acht Staubblätter sind mit einer Länge von etwa 2,8 Millimetern relativ kurz. Die halboberständige Fruchtknoten ist bei einer Länge von etwa 1,2 Millimetern eiförmig. Der aufrechte Griffel ist mit einer Länge von etwa 0,7 Millimetern relativ kurz.
Die zweiklappige Kapselfrucht ist etwa 2,5 Millimeter lang.

## Vorkommen
Der Zwerg-Steinbrech kommt nur in den chinesischen Provinzen Gansu, südliches Qinghai (nur im Maqên Xian sowie Yushu Xian) und westliches Sichuan (nur im Daocheng Xian) vor. Er wächst auf Höhenlagen von 4200 bis 4900 Metern häufig in alpinen Felsspalten an Ufern von stehenden Gewässern.

## Systematik
Die Erstbeschreibung von Saxifraga nana erfolgte 1883 durch Adolf Engler Bulletin de l’Académie impériale des sciences de St.-Pétersbourg. sér. 3. 29, Seite 118. Das Artepitheton nana für zwergig nimmt Bezug auf die winzige Größe dieser Art.